# 河北省公安厅
河北省公安厅是河北省人民政府下设主管全省公安工作的职能部门，受省政府、公安部的双重领导。

## 机构设置

### 机关内设机构
1. 办公室
2. 政治部
3. 直属机关党委
4. 纪委（监察室）
5. 审计处
6. 科技信息化处
7. 信访处
8. 警务保障部
9. 离退休干部处
10. 治安管理局
11. 刑事侦查局
12. 警务督查总队
13. 网络安全保卫总队
14. 监所管理总队
15. 法制总队
16. 出入境管理局
17. 禁毒总队
18. 经济犯罪侦察总队
19. 食品药品安全保卫总队
20. 环境安全保卫总队[3]
21. 交通管理局

### 派出机构
1. 河北省冀中公安局（管辖华北油田地区）
2. 河北雄安新区公安局

## 历任厅长
- 王东宁（1949年－？）
- 王振兴（1991年6月－1993年11月）[4]
- 俞定海 一级警监（1996年－2006年2月[5]）
- 刘玉顺 一级警监（2006年2月[6]－2007年12月）
- 张越 副总警监（2008年1月－2013年8月[7]，2016年4月于河北省委政法委书记任上落马，2018年7月被以受贿罪判处有期徒刑十五年[8]）
- 董仚生 一级警监（2013年9月[7]－2017年3月[9]）
- 刘凯 副总警监（2017年3月[9]－2022年5月）
- 刘文玺（2022年5月－2022年7月，因突发疾病离世）
- 董晓宇（2022年7月－）[10]